# ماري كارمين
ماري كارمين هي مغنية كندية، ولدت في 24 أغسطس 1959 في مدينة كيبك في كندا.

## وصلات خارجية
- ماري كارمين على موقع ميوزك برينز (الإنجليزية)
- ماري كارمين على موقع ديسكوغز (الإنجليزية)